# Gravat d'òxid

La imatge il·lustra la tecnologia LOCOS utilitzada en la microfabricació principalment per crear estructures aïllants. I. Preparació del substrat de silici II. Deposició CVD de SiO2, òxid de coixinet/tampó III. Deposició CVD de Si3N4, màscara de nitrur IV. Gravat de capa de nitrur i capa d'òxid de silici V. Gravat de silici VI. Creixement tèrmic de l'òxid de silici VII. Més creixement de l'òxid de silici tèrmic VIII. Eliminació de la màscara de nitrur 1) Si, substrat de silici 2) SiO2, òxid de coixinet/tampó, deposició química de vapor òxid de silici 3) Si3N4, màscara de nitrur 4) SiO2, òxid d'aïllament, òxid tèrmic

El gravat d'òxid tamponat (amb acrònim anglès BOE), també conegut com a HF tamponat o BHF, és un gravador humit utilitzat en la microfabricació. El seu ús principal és en el gravat de pel·lícules primes de diòxid de silici (SiO ₂) o nitrur de silici (Si₃ N4). És una barreja d'un agent amortidor, com ara el fluorur d'amoni (NH4F) i l'àcid fluorhídric (HF). L'HF concentrat (normalment un 49% d'HF a l'aigua) grava el diòxid de silici massa ràpidament per a un bon control del procés i també pela la resistència fotogràfica utilitzada en patrons litogràfics. El gravat d'òxid tamponat s'utilitza habitualment per a un gravat més controlable.
Alguns òxids produeixen productes insolubles en solucions d'HF. Així, sovint s'afegeix HCl a les solucions de BHF per dissoldre aquests productes insolubles i produir un gravat de major qualitat.
Una solució de gravat d'òxid tamponat comuna inclou una proporció de volum de 6:1 de 40% NH4F en aigua i 49% HF en aigua. Aquesta solució gravarà l'òxid cultivat tèrmicament a aproximadament 2 nanòmetres per segon a 25 graus centígrads. Es pot augmentar la temperatura per augmentar la velocitat de gravat. L'agitació contínua de la solució durant el procés de gravat ajuda a tenir una solució més homogènia, que pot gravar de manera més uniforme eliminant el material gravat de la superfície.